# Sainte-Christie
 Sainte-Christie  là một xã của tỉnh Gers, thuộc vùng Occitanie, tây nam nước Pháp.